# Pomacentrus agassizii
Pomacentrus agassizii är en fiskart som beskrevs av Bliss, 1883. Pomacentrus agassizii ingår i släktet Pomacentrus och familjen Pomacentridae. Inga underarter finns listade i Catalogue of Life.